# Via de Cintura Interna
O IC23 - Via de Cintura Interna - correntemente designada pela sigla VCI - é uma via rápida portuguesa com perfil de autoestrada que contorna em anel a zona central dos núcleos urbanos do Porto e de Vila Nova de Gaia, numa extensão total de 21 km. Em 2016, 30% da população da área Metropolitana do Porto vivia "dentro" do anel da VCI.

## Características
A VCI apresenta normalmente três vias de rodagem em cada sentido, com separadores centrais em betão do tipo "Nova Jérsia" e separadores laterais metálicos (railes). Para reduzir a área ocupada, as bermas são geralmente pequenas. A VCI dispõe de radares de controlo de velocidade — limitada a 80 km/h —, postos SOS, câmaras de videovigilância e painéis de protecção acústica. Ao longo de todo o seu trajecto de 21 km, a VCI intercepta a maioria das artérias urbanas do Porto e de Vila Nova de Gaia, contando com numerosas passagens superiores e inferiores e dois túneis em Vila Nova de Gaia: um sob a Avenida da República e outro sob o Jardim de Soares dos Reis. Os túneis estão dotados de ventilação, rede de detecção de incêndios e sistema de detecção de monóxido de carbono.
Em 1995 já circulavam na VCI, na margem norte do Douro, 130 mil veículos/dia, com 126 mil a passarem na Ponte da Arrábida e apenas 20 mil a circularem pela Ponte do Freixo. Saindo da VCI, seguiam para Norte 54 mil veículos diários pela Via AEP, 71 mil pela Via Norte e 90 mil pela A3, rumo a Braga e a Amarante (A4).
Nos finais de 2006 a ponte da Arrábida suportava já uma média de 170 mil veículos por dia. Com a conclusão do anel da VCI em Janeiro de 2007, as previsões da empresa Estradas de Portugal apontavam para uma redução em cerca de 20 mil veículos por dia na Arrábida e um aumento de 35 mil no Freixo que passaria para perto dos 125 mil veículos/dia. A Ponte do Infante e o tabuleiro inferior da Ponte Luís I veriam o trânsito automóvel reduzido em 20%. Alguns nós da VCI na margem norte já superam os 250 mil veículos por dia.
O limite de velocidade era inicialmente 120 km/h, mas foi baixado para os 90 km/h. Em 2003, o então autarca da cidade do Porto, Rui Rio, aprovou a instalação de radares na auto-estrada mais movimentada da cidade. Porém, em 2007, os radares foram desactivados quando a VCI deixou de ser municipal, e só em 2013 foram reactivados pela Estradas de Portugal. Contudo, a fonte da Estradas de Portugal revelou que não são cobradas as multas desde Dezembro 2013 - coimas estas que variavam entre 120 e 1.200 euros.

## História

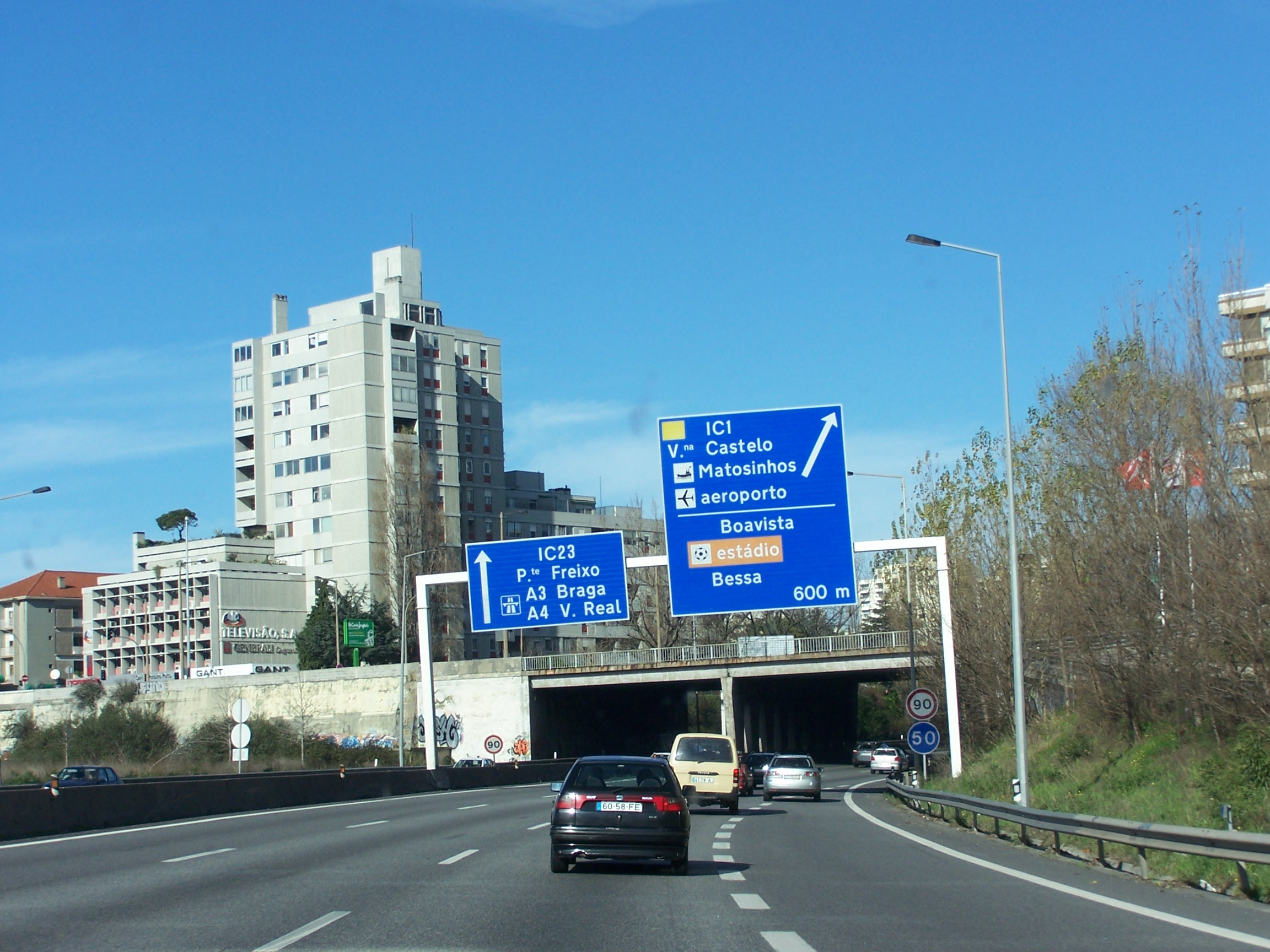
VCI na zona da Boavista

Quem pela primeira vez propôs a construção de uma Avenida de Cintura que contornasse "a região nevrálgica da cidade, sede do comércio, escritórios, bancos, cafés, cinemas, teatros, hotéis, restaurantes, etc." foi Antão de Almeida Garrett, no seu Plano Geral de Urbanização da Cidade do Porto de 1947. Esta Avenida de Cintura começava na ponte projectada para a Arrábida e, ligando à Via Rápida de acesso a Leixões, à Via Norte de acesso a Viana do Castelo e Braga, a uma Via Noroeste em Contumil para aceder a Guimarães e Penafiel, fechava o arco numa nova ponte mista (rodo e ferroviária) que substituiria a velha Ponte Maria Pia. Convém lembrar que, em 1947, nenhuma destas vias ou pontes existia.
Mais tarde, em 1962, Robert Auzelle, no seu Plano Director retoma algumas das concepções anteriores, tentando dar resposta ao galopante trânsito automóvel. É delineada a Via de Cintura Interna, com assumido perfil de via rápida e já não de avenida urbana. Esta via, que começaria na Ponte da Arrábida (na época, ainda em construção), teria o seu término na Avenida de Fernão de Magalhães, junto à zona das Antas.
No ano seguinte é finalmente inaugurada a Ponte da Arrábida e construído o primeiro troço desta via até à antiga Rotunda de Francos onde se iniciava a Via do Marechal Carmona, como foi oficialmente baptizada a via rápida de acesso a Leixões, hoje Avenida AEP. Na verdade este troço era parte integrante da auto-estrada n.º 1 que, passando a Ponte da Arrábida, terminava logo uns 14 km mais a sul, nos Carvalhos.

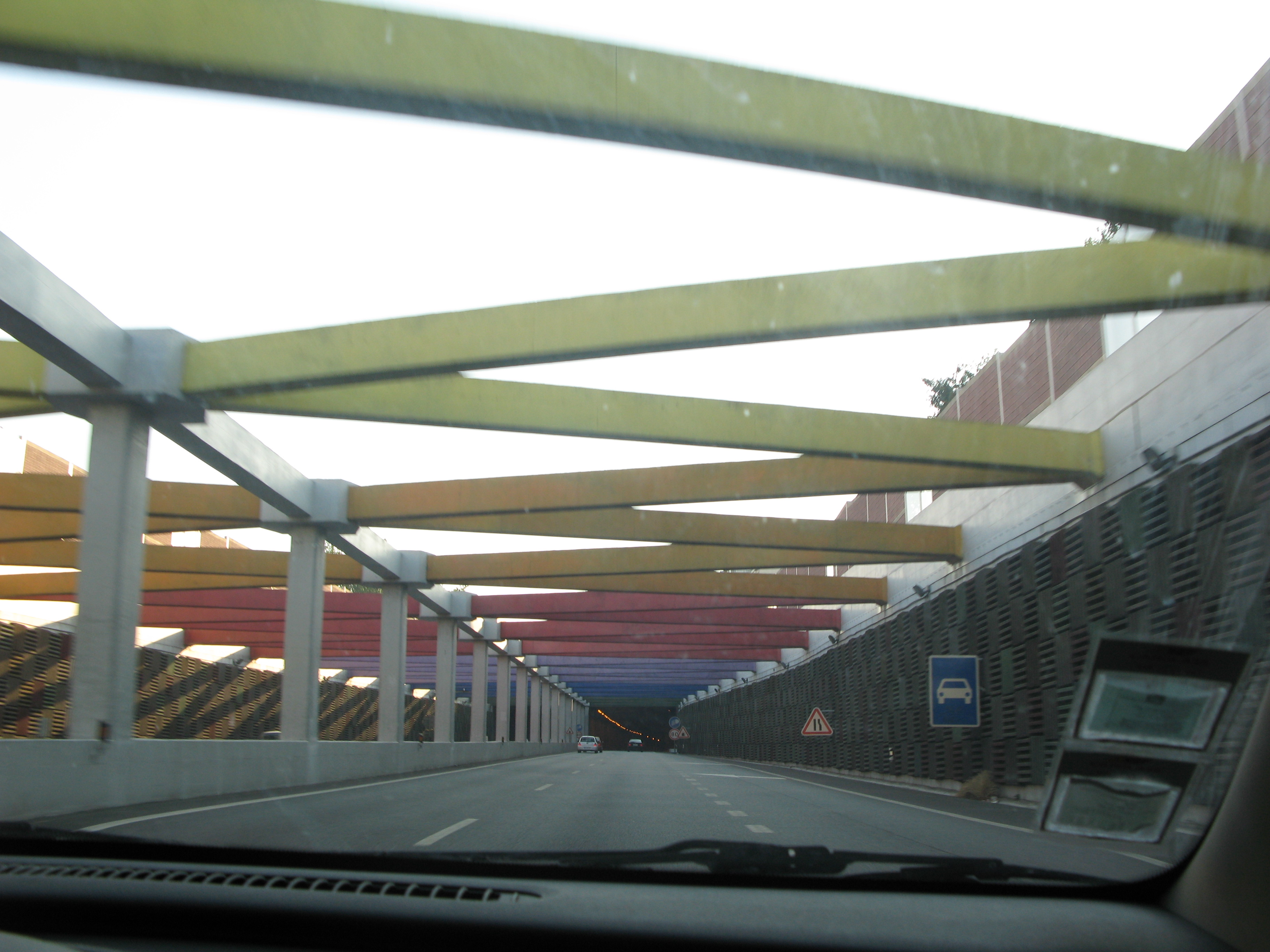
Tunel da VCI em Devesas

Só 26 anos depois, em 1989, a VCI seria prolongada no Porto com a inauguração do tramo entre Francos e o Amial. Na altura já estavam adiantados os planos e estudos para a construção de uma nova ponte sobre o rio Douro, na zona oriental da cidade, por onde deveria passar a futura auto-estrada principal de ligação a Lisboa, substituindo a já muito congestionada Arrábida. Em 1994, a VCI é prolongada até às Antas, engolindo a Avenida de D. João II e substituindo a rotunda da Praça de D. Manuel I, a meio da Avenida de Fernão de Magalhães, por um nó rodoviário. No ano seguinte é construída a Ponte do Freixo e a VCI é prolongada até lá, para receber o trânsito que vinha de Sul, em 1997.
A Sul do rio Douro, as obras seriam mais demoradas. Do lado ocidental, a VCI aproveita o troço da A1 entre a Ponte da Arrábida e Coimbrões, em Vila Nova de Gaia, aberto em 1963, e é construído um pequeno prolongamento para norte, para a zona da Barrosa, em 2002, dando acesso ao centro comercial GaiaShopping que acabava de ser construído. Um pouco mais tarde, a partir do nó do Areeinho, em Oliveira do Douro, na saída sul da Ponte do Freixo, é construído um novo tramo ligando a Avenida da República, junto ao El Corte Inglés.
Foi preciso esperar mais alguns anos, para que os 1.300 metros que faltavam para fechar o anel fossem concluídos, o que só veio a acontecer a 8 de Janeiro de 2007. Ou seja, 43 anos depois do seu início, a Via de Cintura Interna foi finalmente fechada!
Em 2003 foram instalados radares para medir a velocidade pela Câmara do Porto, que foram desativados em 2007. Em 2013 foram transferidos para a IP, voltaram a assinalar as infrações sem que tal se traduzisse em multas, pois os dados não eram comunicados às entidades competentes para processamento de contraordenações. Em 2018, os radares passaram a comunicar automaticamente excessos de velocidade à Autoridade Nacional de Segurança Rodoviária, que pode multar quem circule a mais de 80 quilómetros/hora.
A VCI/IC23 foi concessionada pela Estradas de Portugal, S.A. (atual IP, S.A.)  à Auto-estradas do Douro Litoral (AEDL) em Maio de 2008.
Desde finais de 2007 que as infracções detectadas pelos radares da Via de Cintura Interna não têm consequências. A Estradas de Portugal diz que a responsabilidades sobre a gestão dos radares é do Instituto de Infra-Estruturas Rodoviárias (InIR) e este organismo, dependente do Ministério das Obras Públicas, remete a responsabilidades para o Ministério da Administração Interna. Que, por sua vez, encaminha para a Autoridade Nacional para a Segurança Rodoviária (ex- Direcção-Geral de Viação). Esta justifica que apenas lhe cabe proceder à instrução dos processos de contra-ordenação com base nos autos que lhe são remetidos. Conclusão: ninguém assume a responsabilidade pelo levantamento dos autos.
Em 2017, a Câmara do Porto vai plantar milhares de árvores em vários pontos da VCI. Até março cerca de 800 árvores vão ser plantadas no nó do Regado, em Paranhos. Os nós de Francos e do Freixo estão também incluídos neste programa da Câmara do Porto, que contempla 14 "biospots" e prevê plantar 10 mil árvores no espaço público até 2020.
Em novembro de 2018, os radares vão começar a multar quem circular a mais de 80 km/h.

## Benefícios
A VCI é um anel rodoviário de fundamental importância para o Grande Porto e para toda a Região Norte. Redistribui os veículos entre as duas principais pontes sobre o Douro (Arrábida e Freixo), descongestiona o centro das cidades gémeas Porto e Gaia, reduz os engarrafamentos, aumenta a segurança, reduz os custos de transporte e a emissão de gases causadores do efeito de estufa.
Além de permitir a distribuição dos fluxos de tráfego regionais, servindo zonas residenciais, industriais, comerciais, universitárias e desportivas, a VCI também é utilizada pelo trânsito nacional para aceder às restantes auto-estradas (nomeadamente, A1, A3, A4, A20 (CRIP), A28, A29, A41 (CREP), A43 e A44, para além da N 12 (Circunvalação) e N 14 (Via Norte).
Previa-se que a conclusão da A41 (Circular Regional Externa do Porto) poderia vir a descongestionar a VCI, porquanto quem precisasse de ir para norte ou para sul, não seria obrigado a atravessar a cidade do Porto. No entanto a instalação de portagens nesta ex-SCUT com custos elevados, não aliciou os automobilistas, e a maioria continua a percorrer a VCI para chegar a destinos mais periféricos.

## Perigos
A VCI é frequentemente citada como uma das estradas mais perigosas do país. Vários dos seus nós ao longo dos 21 km da sua extensão possuem algumas curvas perigosas, para além de estrangulamentos inesperados. Outro aspecto negativo é o ruído da estrada, que não possui barreiras acústicas. Os moradores próximos à VCI estão sujeitos a ruídos com decibéis acima do recomendado para a saúde.

## Galeria de fotos

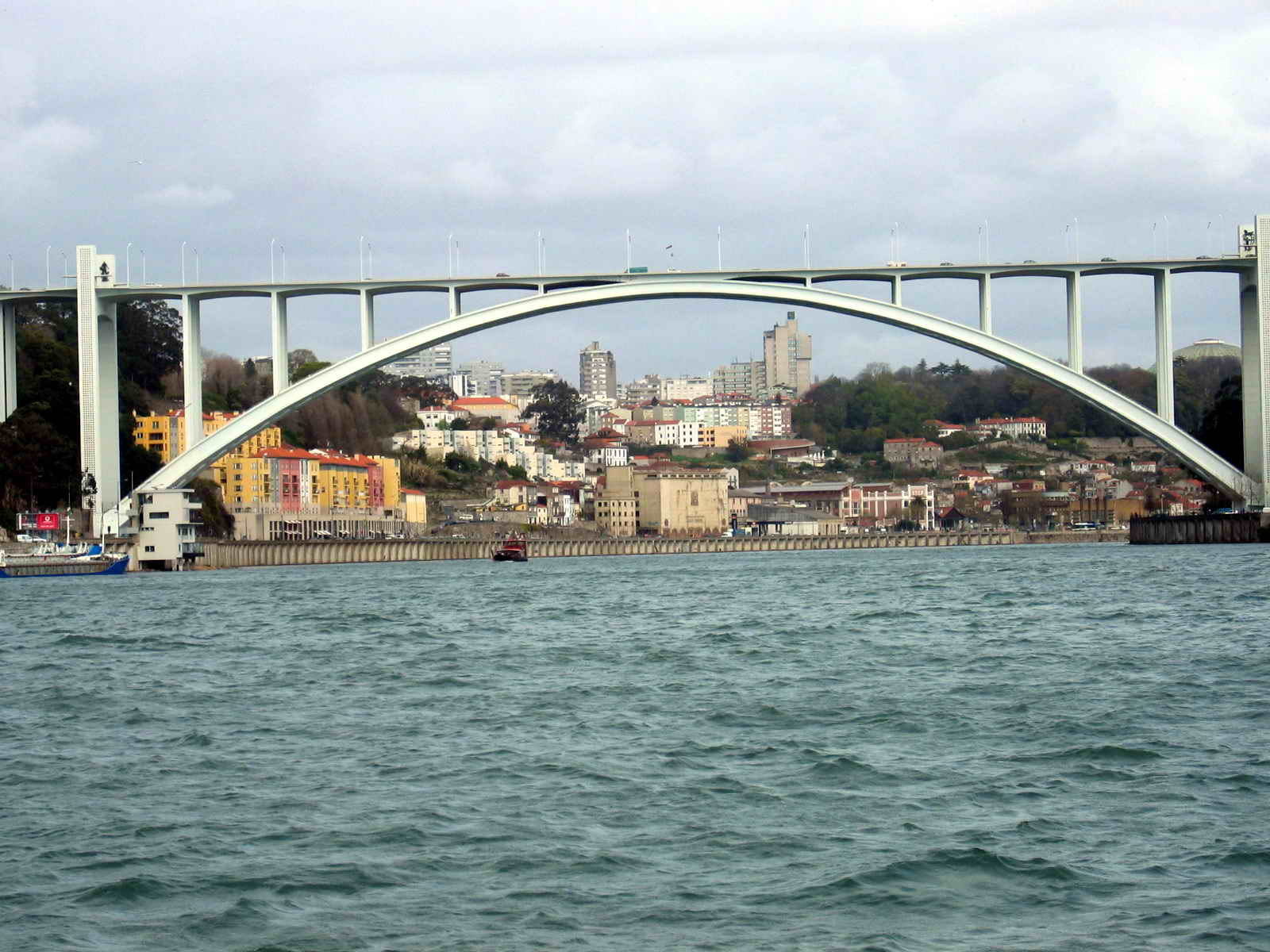
Ponte da Arrábida, primeiro troço da VCI entre Coimbrões e Francos
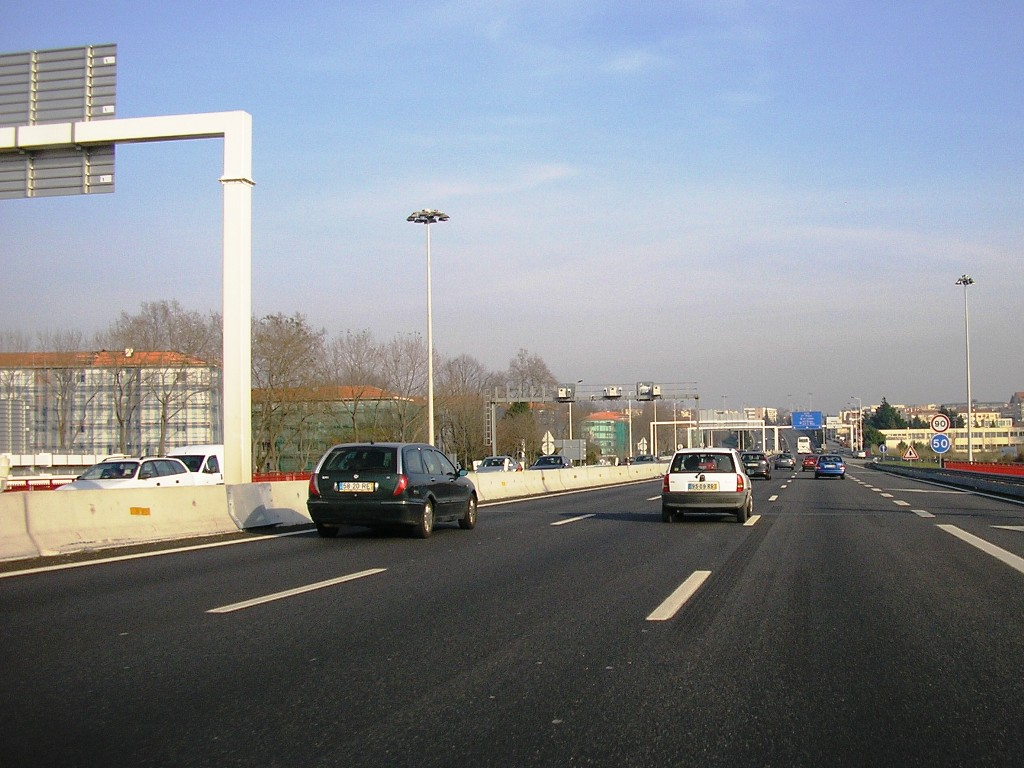
Junto ao nó do Regado, em Paranhos
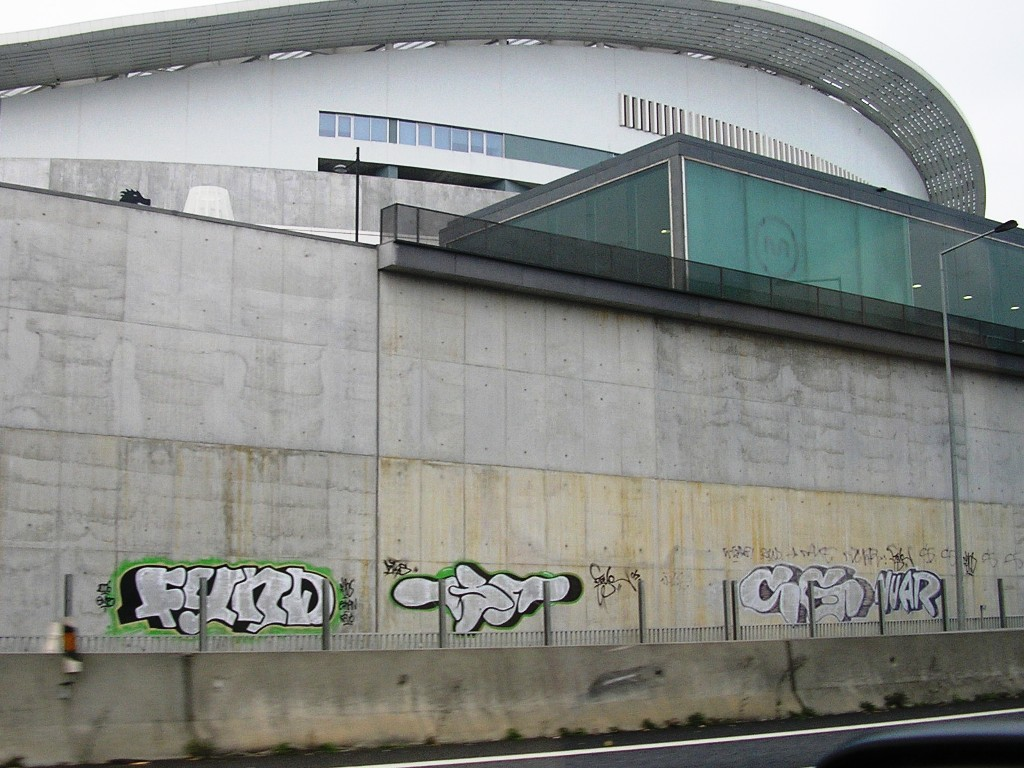
Graffiti na parede da estação de metro, junto à VCI, em Campanhã
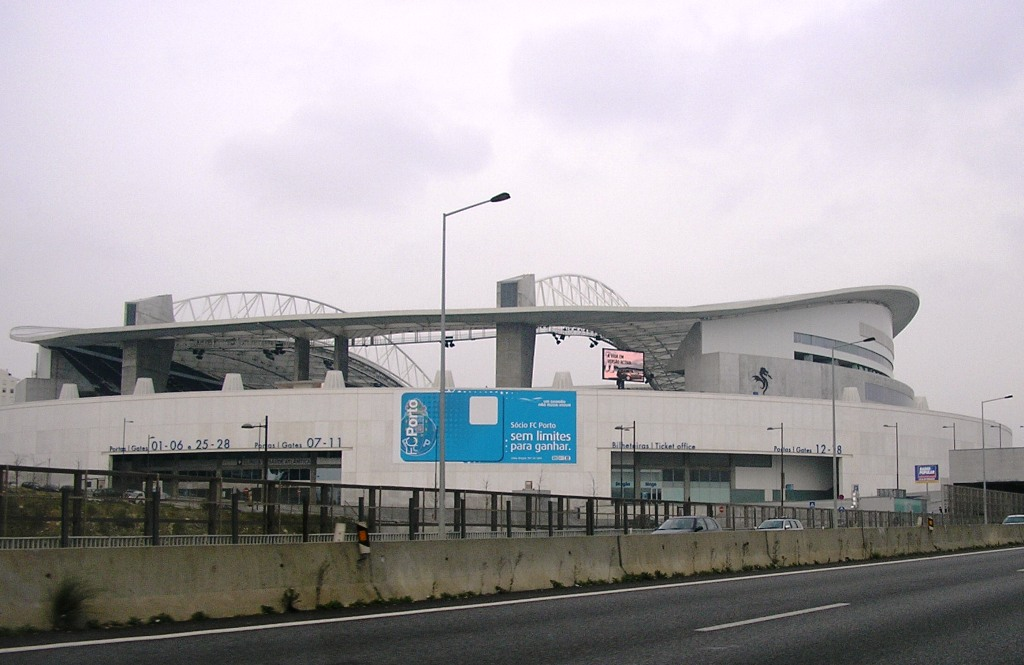
Estádio do Dragão visto da VCI, em Campanhã
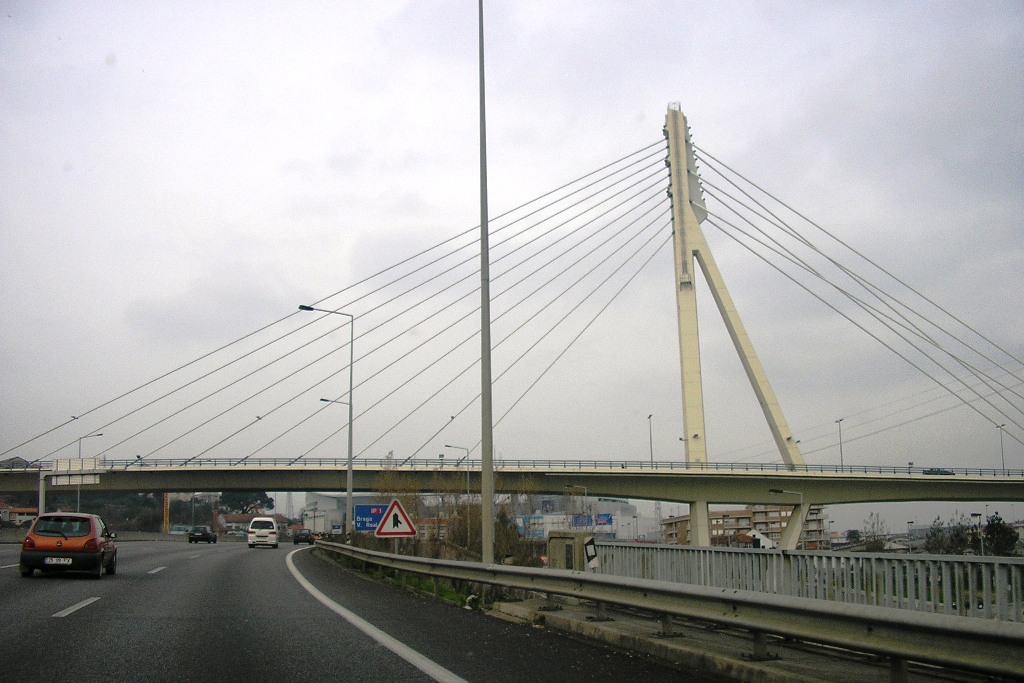
Viaduto ligando a Avenida 25 de Abril à Corujeira, em Campanhã
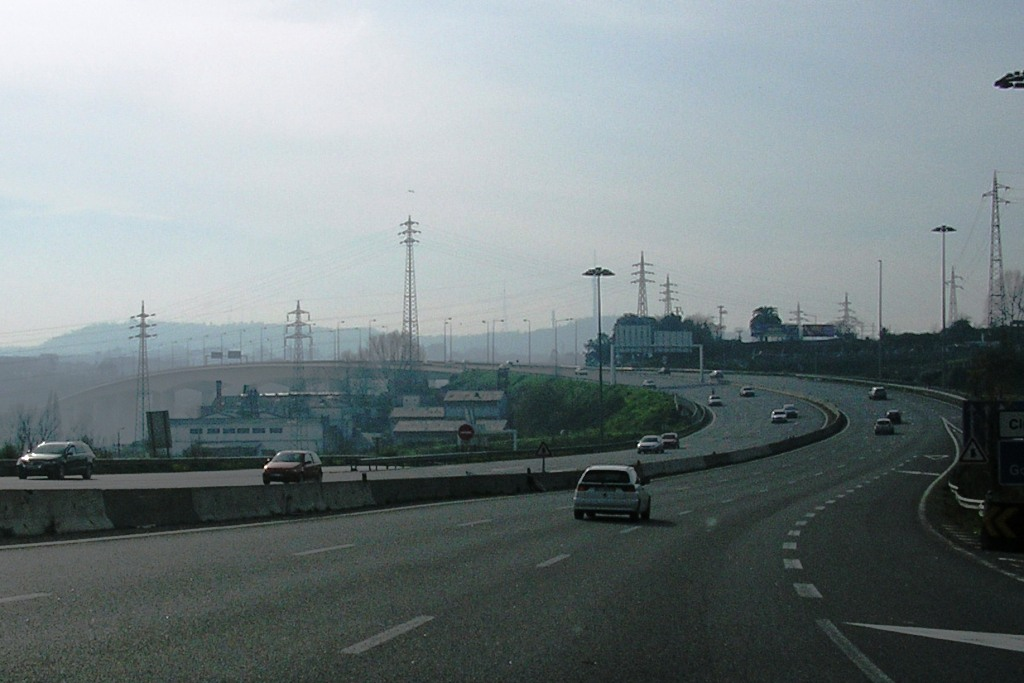
A caminho da Ponte do Freixo, em Campanhã
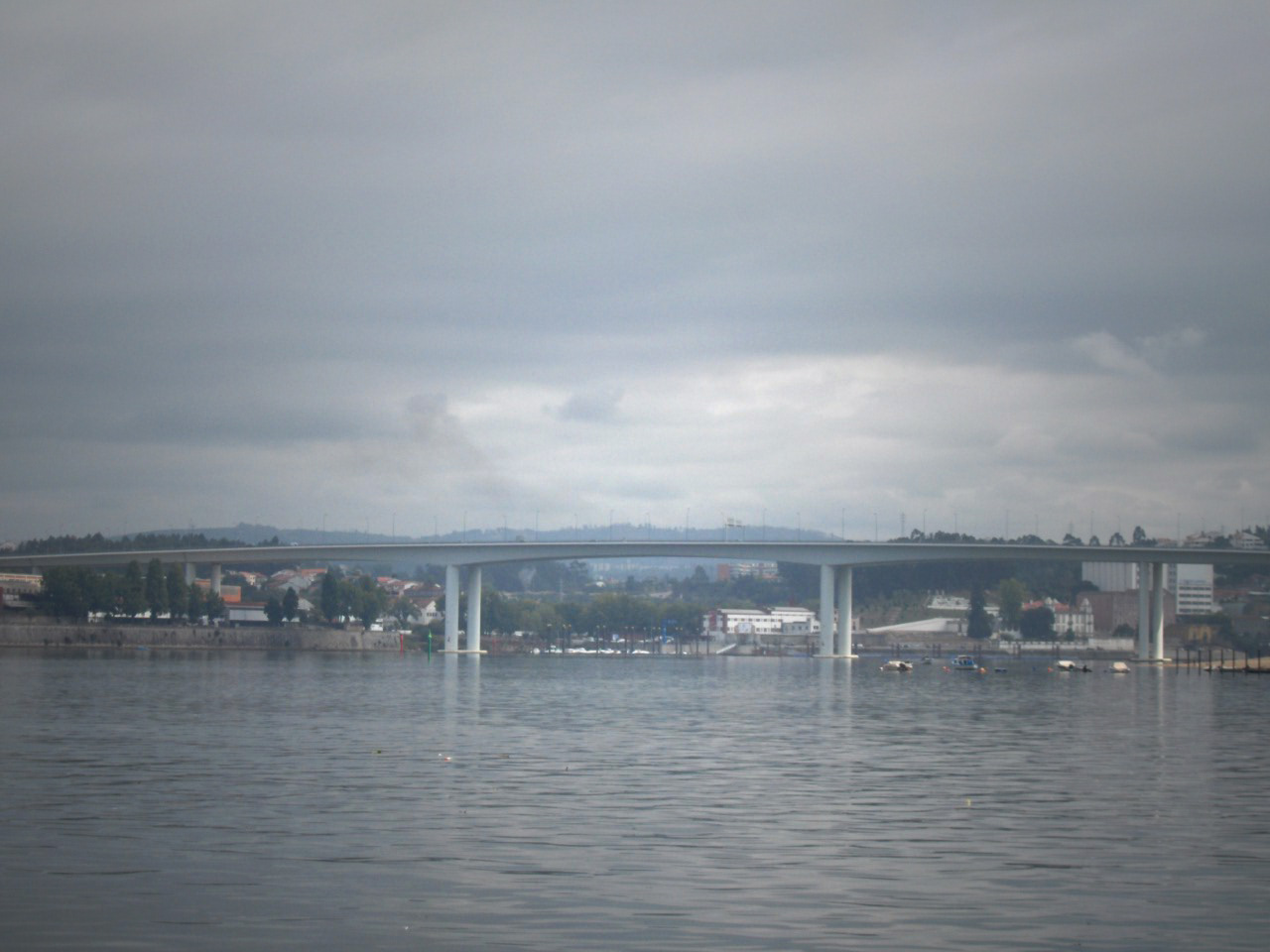
A Ponte do Freixo ligando o Porto a Vila Nova de Gaia, na zona oriental das duas cidades
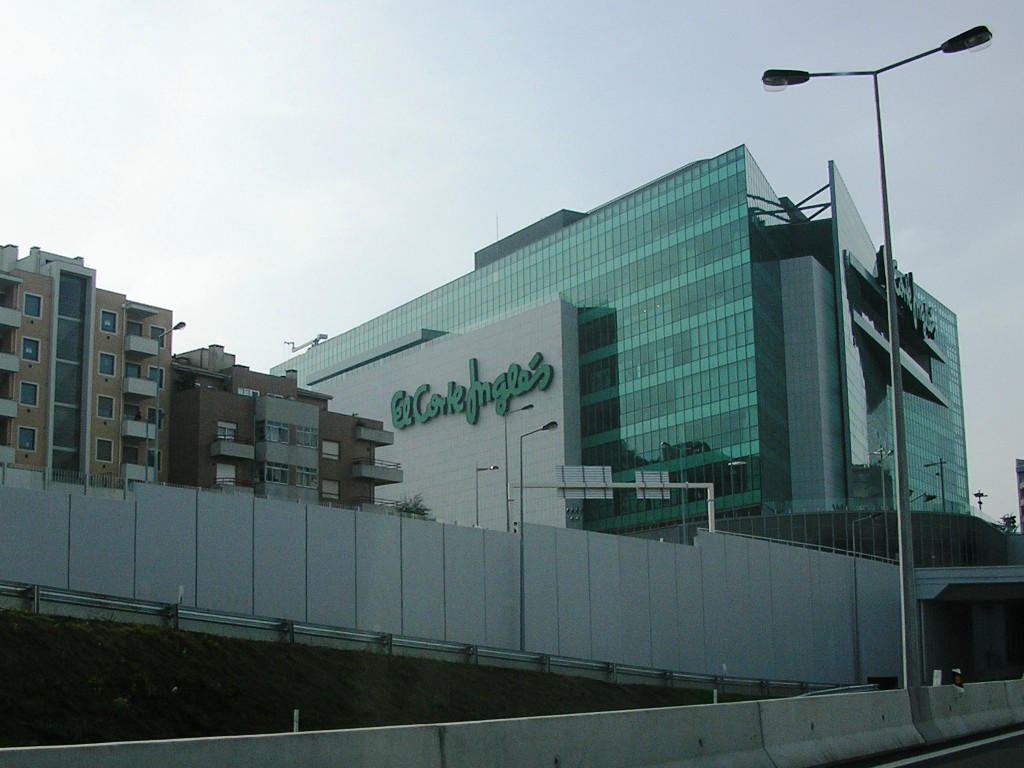
O El Corte Inglés de Vila Nova de Gaia ao lado da VCI, em Mafamude
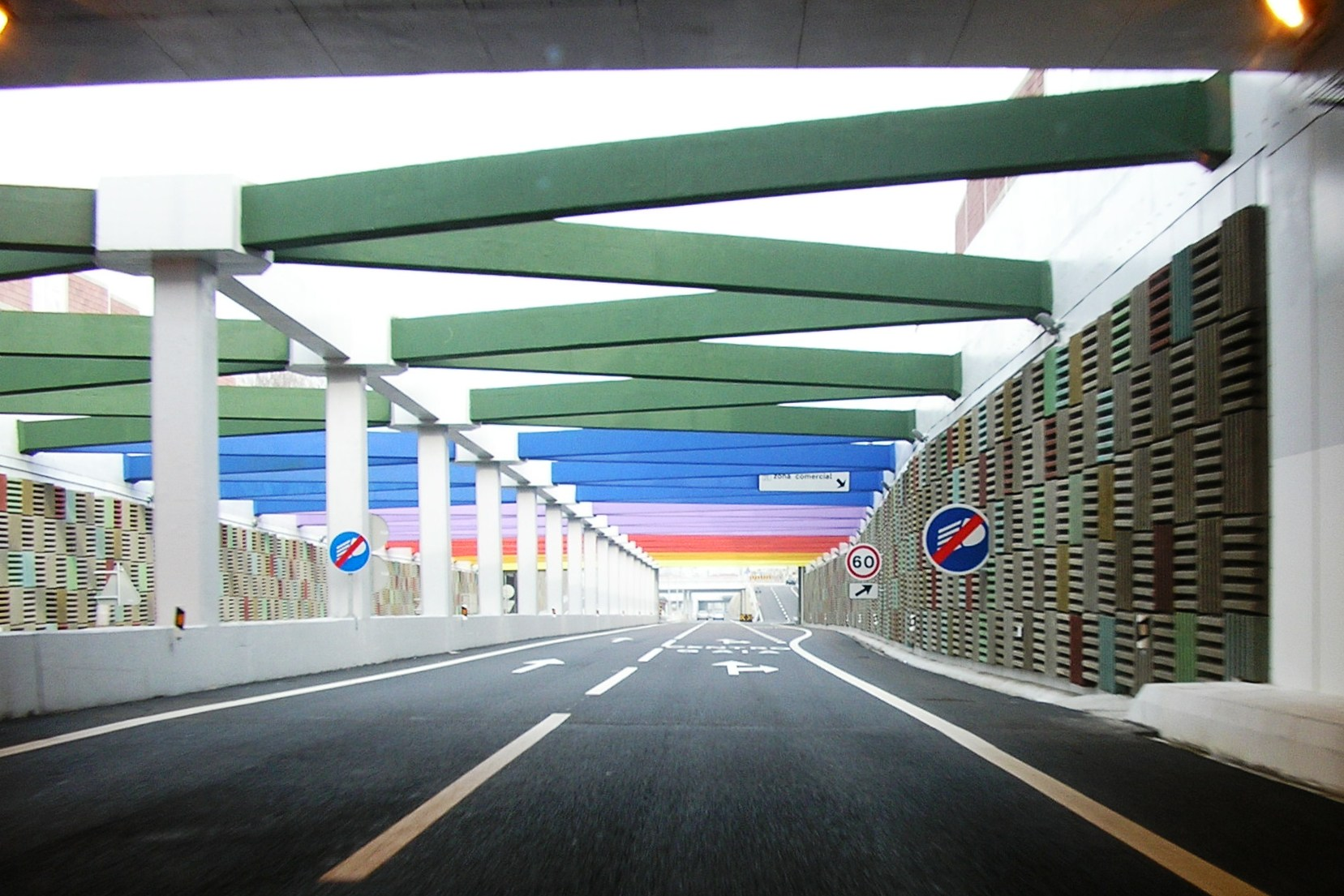
Entre os túneis de Soares dos Reis e o da Avenida da República, em Mafamude
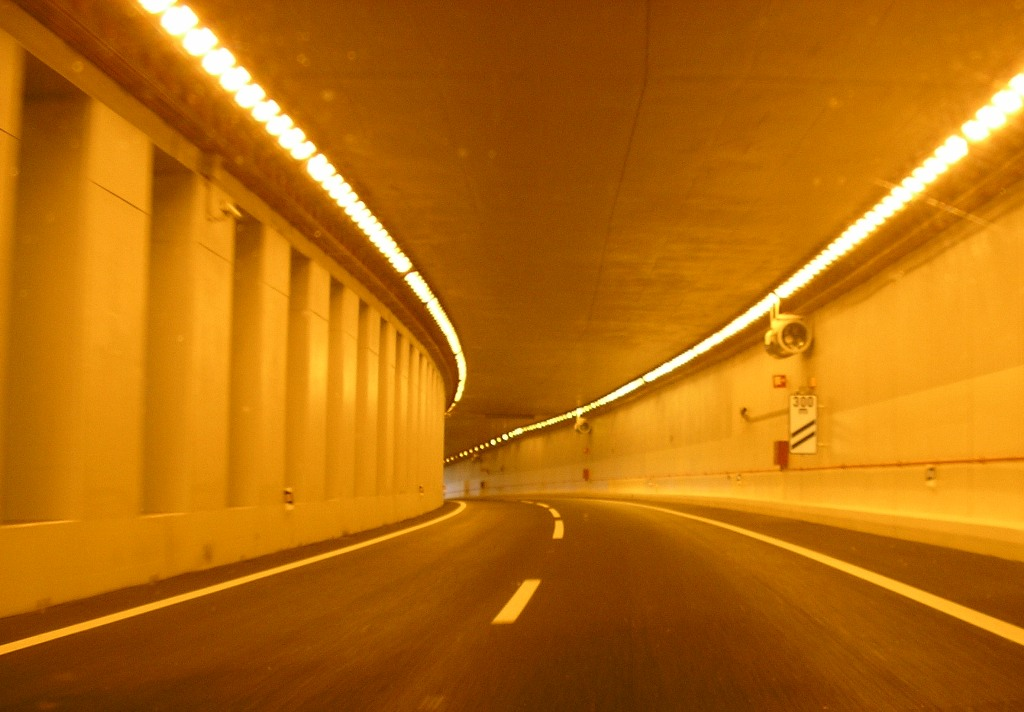
Túnel sob o Jardim de Soares dos Reis, em Mafamude